# Pop ràpid
Pop ràpid va ser una sèrie de televisió catalana estrenada el 6 d'abril de 2011 a el 33.

## Personatges
- Fede (Francesc Ferrer): membre del grup The Fredericks.
- Albert (Alain Hernández): membre del grup The Fredericks.
- Laia (Anna Bertran): noia moderna que freqüenta el bar musical.
- Gina (Betsy Túrnez): noia moderna que freqüenta el bar musical.
- Toni (Miki Esparbé): cambrer del bar, l'únic personatge que trenca la quarta paret.
- Òscar (Xesc Cabot): propietari del local
- Enric (David Verdaguer): hippie.
- Dani (Sergi Torrecilla): propietari del bar.